# Die Ärzte (Album)
Die Ärzte ist das dritte Studioalbum der deutschen Punkrock-Band Die Ärzte, das 1986 erschien. Ein halbes Jahr zuvor hatte der Bassist Sahnie die Band verlassen, so dass Bela B. und Farin Urlaub das Album weitestgehend zu zweit einspielten. Manche Bassläufe und das Gitarrensolo bei Ich bin reich wurden vom Produzenten Manfred Praeker (früher Bassist bei der Nina Hagen Band und Spliff) eingespielt.

## Hintergrund
Als Singles wurden Für immer und Ist das alles? ausgekoppelt.
Weitere bekannte Titel der Platte sind, neben einer Coverversion des Titels Jenseits von Eden von Nino de Angelo, Sweet Sweet Gwendoline und Geschwisterliebe. Wegen des letzteren wurde das komplette Album am 27. Januar 1987 indiziert.
Der Indizierung war ein Antrag des Stadtjugendamts Essen vom 18. Dezember 1986 vorausgegangen, der sich auf die Bundesprüfstelle beruft, für die, so wörtlich, folgendes ein Grund für die Indizierung ist: „Ein Medium ist nach höchstrichterlicher Rechtsprechung unsittlich, wenn es nach Inhalt und Ausdruck objektiv geeignet ist, in sexueller Hinsicht das Scham- und Sittlichkeitsgefühl gröblich zu verletzen.“
Die Bundesprüfstelle für jugendgefährdende Schriften (heute BPjM) folgte dem Antrag des Jugendstadtamtes Essen – welcher auch durch weitere Indizierungsanträge anderer antragsberechtigter Behörden unterstützt wurde – und indizierte die gesamte LP, da die Prüfstelle keine Teilindizierungen kennt.
2020 wurde das Album als „Limited Edition Reissue“ wiederveröffentlicht. Die Songs sind identisch, nur Geschwisterliebe wurde durch den Titel Frühjahrsputz ersetzt: mit gleicher Melodie, jedoch neuem Text, der über den originalen Wortlaut gelegt wurde.

## Titelliste
1. Wie am ersten Tag (3:40) (Urlaub)
2. Mysteryland (4:02) (Felsenheimer)
3. Sweet Sweet Gwendoline (2:49) (Urlaub)
4. Ist das alles? (3:37) (Felsenheimer)
5. Geschwisterliebe (4:11) (Urlaub)
6. Alleine in der Nacht (2:46) (Felsenheimer)
7. Jenseits von Eden (3:59) (Chris Evans-Ironside, Kurt Gebegern, Joachim Hornbernges)
8. Wir werden schön (4:00) (Felsenheimer)
9. Für immer (3:44) (Urlaub)
10. Ich bin reich (4:20) (Urlaub/Urlaub, Felsenheimer)
11. Zum letzten Mal (4:24) (Urlaub)

## Singles
- Für immer in der No Time – Extended Version sowie der normalen Version, inkl. Jenseits von Eden und dem Bonustrack Ewige Blumenkraft.
- Ist das alles? wurde aufgrund der Indizierung des Albums nur als 7"-Single veröffentlicht, der bereits aufgenommene Maxi-Remix erschien 1987 auf der Compilation Ist das alles? 13 Höhepunkte mit den Ärzten.